# Kjerteminde Avis
Kjerteminde Avis var i mange år Danmarks mindste dagblad. Det udkom i 1.762 eksemplarer mandag-lørdag. Avisen udkom ikke onsdag, hvor Kerteminde Ugeavis omdeles til samtlige husstande.
Avisen blev grundlagt i 1879 af Ludvig E. Vergmann efter flere forsøg på at udgive en avis i Kerteminde. Avisen blev grundlagt som en erklæret konservativ avis, og beholdt til det sidste sit tilhørsforhold til Det Konservative Folkeparti.
Avisen har fokuseret på at dække lokalområdet tæt og oprettede i 2004 en redaktion i Munkebo, ligesom man hen mod slutningen også have en journalist til at dække Langeskov. Efter at have været selvstændig siden grundlæggelsen, blev 50% af aktierne i Kjerteminde Avis A/S i maj 2006 købt af Fyens Stiftstidende, men avisen har fortsat egen redaktionel ledelse, ligesom det også er bestyrelsen for Kjerteminde Avis, der udpeger formanden og direktøren for selskabet.
22. december 2010 blev det meddelt, at avisen grundet svindende annoncesalg blev nedlagt fra nytåret 2011. Efterfølgende genopstod den som netavis.
I dag udkommer www.kjavis.dk hver dag og modtager mediestøtte. Den dækker i dag hele Kerteminde Kommune herunder hovedbyerne Kerteminde, Langeskov og Munkebo.